# Окорафор, Чуквума
Чуквума Окорафор (англ. Chukwuma Okorafor, 8 августа 1997, Нигерия) — профессиональный футболист, выступающий на позиции тэкла нападения в клубе НФЛ «Питтсбург Стилерз». На студенческом уровне играл за команду Западно-Мичиганского университета. На драфте НФЛ 2018 года выбран в третьем раунде.

## Карьера
Окорафор родился в Нигерии 8 августа 1997 года. Когда ему был один год, семья переехала в ЮАР, а годом позже в Ботсвану. Там они прожили следующие шесть лет и в 2010 году эмигрировали в США. В футбол Чуквума начал играть в качестве пантера, когда ему было двенадцать лет. В то время он учился в школе Мамфорда в Детройте. Через год Окорафор перешёл в школу Саутфилда. Там он играл в соккер и выполнял обязанности кикера в футбольной команде. Затем тренер Тим Конли перевёл его в линию нападения.
После окончания школы Чуквума получил ряд предложений от различных футбольных программ, но выбрал Университет Западного Мичигана в Каламазу, так как хотел играть и учиться рядом с домом. Будучи первокурсником, в 2014 году, он провёл за «Вестерн Мичиган Бронкос» двенадцать игр на позиции правого тэкла. Во время учёбы на втором курсе он был уже игроком основного состава команды, которая выиграла Багамас Боул, эта победа стала первой в истории футбольной программы университета.
В 2016 и 2017 годах Окорафор играл за университет на позиции левого тэкла, проведя двадцать шесть игр. На четвёртом курсе он стал лучшим в команде по числу проведённых в нападении розыгрышей. Чуквума вошёл в число претендентов на Аутленд Трофи, вручаемый лучшему линейному нападения в чемпионате NCAA, а также получил приглашение на Сениор Боул — аналог Матча всех звёзд для выпускников колледжей.
В 2018 году Окорафор выставил свою кандидатуру на драфт НФЛ. Оценивая его перспективы, аналитик официального сайта лиги Лэнс Зирлейн писал, что из-за своих габаритов и потенциала он, скорее всего, будет выбран раньше, чем мог бы исходя из его текущих способностей. Отмечалось, что у него могут быть проблемы с активно маневрирующими пас-рашерами из-за плохого чтения игры.
На драфте Чуквума был выбран в третьем раунде клубом «Питтсбург Стилерз». Он стал самым молодым игроком одной из лучших на тот момент линий нападения в НФЛ. Дебютировал в лиге он в первой игре сезона 2018 года против «Кливленд Браунс». На двенадцатой игровой неделе Окорафор вышел на поле в стартовом составе команды и успешно действовал против одного из лучших игроков защиты в лиге Вона Миллера из «Денвер Бронкос». «Стилерз» в этом матче показали лучший результат сезона по набранным ярдам, а линия нападения допустила всего два сэка на Бене Ротлисбергере.